# Parohinka apicalis
Parohinka apicalis är en insektsart som beskrevs av Webb 1981. Parohinka apicalis ingår i släktet Parohinka och familjen dvärgstritar. Inga underarter finns listade i Catalogue of Life.